# 悲恋の王女エリザベス
『悲恋の王女エリザベス』（ひれんのおうじょエリザベス、Young Bess）は、1953年のアメリカ合衆国の伝記映画である。マーガレット・アーウィンの小説を基にジョージ・シドニーが監督、ジーン・シモンズが若き日のエリザベス1世を演じている。1933年の『ヘンリー八世の私生活』から20年ぶりにチャールズ・ロートンがヘンリー8世役として出演した。テクニカラー撮影。

## キャスト
- エリザベス：ジーン・シモンズ
- トマス・シーモア：スチュワート・グレンジャー
- キャサリン・パー：デボラ・カー
- ヘンリー8世：チャールズ・ロートン
- アシュリー夫人：ケイ・ウォルシュ
- パリー：セシル・ケラウェイ
- エドワード6世：レックス・トンプソン

## スタッフ
- 製作：シドニー・フランクリン
- 監督：ジョージ・シドニー
- 脚本：ジャン・ルスティグ、アーサー・ウィンペリス
- 音楽：ミクロス・ローザ
- 撮影：チャールズ・ロッシャー
- 編集：ラルフ・E・ウィンタース
- 美術：セドリック・ギボンズ、ユーリー・マックリアリー
- 装置：エドウィン・B・ウィリス、ジャック・D・ムーア
- 衣裳：ウォルター・プランケット
- 録音：ダグラス・シアラー

## 映画賞受賞・ノミネーション
- 受賞
  - ナショナル・ボード・オブ・レビュー賞 女優賞：ジーン・シモンズ（『The Actress』『聖衣』の演技も対象）
- ノミネーション
  - アカデミー衣裳デザイン賞（カラー）：ウォルター・プランケット
  - アカデミー美術監督・装置賞：セドリック・ギボンズ、ユーリー・マックリアリー、エドウィン・B・ウィリス、ジャック・D・ムーア